# Helmut Hertrampf
Helmut Hertrampf (* 21. April 1911 in Rüstringen; † 10. April 2003 Wilhelmshaven) war ein deutscher Maler.

## Leben
Helmut Hertrampf entdeckte bereits im jungen Alter sein zeichnerisches Talent, studierte aber zunächst nach seiner Schulausbildung Zahnmedizin in Leipzig. Nach erfolgreicher Approbation und Promotion arbeitete er ab 1935 als Assistent in einer zahnmedizinischen Klinik und machte sich 1938 mit einer eigenen Praxis in Wilhelmshaven selbstständig.
In der Zeit des Zweiten Weltkrieges setzte eine künstlerische intensive Phase ein, in der er eine größere Anzahl Bilder mit heimatlichen Motiven schuf. Nach dem Zweiten Weltkrieg bemühte er sich neben seinem Beruf als Zahnarzt um die Wiederbelebung der Kunst in Wilhelmshaven. In seiner Freizeit entstanden weitere Bilder mit typisch norddeutscher Themen, wie Hafen, Volksleben, Boote und Schiffe. In einem von der Stadt Wilhelmshaven initiierten Wettbewerb zum Thema Heimat konnte er durch ein Bild mit einem Rüstersieler Motiv den zweiten Preis gewinnen.
Helmut Hertrampf war Mitglied im Bund Bildender Künstler Gruppe Oldenburg und beteiligte sich immer wieder an Oldenburger Ausstellungen. So nahm er z. B. an der 1. Herbstausstellung vom 6. bis zum 27. Oktober 1957 im Oldenburger Schloss teil. Vom 2. bis 31. Juli 1960 folgte die Teilnahme an der Niedersächsischen Kunstausstellung im Gebäude des Neuen Gymnasium in der Oldenburger Alexanderstraße.
Bei einer Ausstellung in der Zeit vom 6. bis 27. Dezember 1970 wurde ausgewählte Bilder seines Schaffens aus den Jahren 1958 bis 1970 in der Kunsthalle Wilhelmshaven gezeigt.
Reisen in verschiedene Länder (z. B. Rhodos, Nordafrika, Indien, Nepal) haben ihn zu recht unterschiedlichen künstlerischen Werken inspiriert.
Hertrampf wurde auf dem Friedhof Friedenstraße in Wilhelmshaven beigesetzt.

## Malerei
Seine Malerei umfasst ein breites Spektrum. Das betrifft sowohl die Thematik als auch die Malweisen. In der Entwicklung der modernen Malerei nimmt er allerdings keine besondere, eigenständige Position ein. Man kann ihn als heimatverbundenen Maler bezeichnen, was sich insbesondere durch die vielen Motive aus Wilhelmshaven und der Umgebung dokumentiert. Die Internetseite der Stadt Wilhelmshaven präsentiert eine Reihe seiner Gemälde. Sein autobiographisches Buch „Mein Weg als Maler“ bietet einen Überblick über seine künstlerische Entwicklung. Das Buch enthält zahlreiche Abbildungen seiner Werke. Ebenso werden seine verschiedenen Techniken wie Zeichnungen, Aquarell und Ölmalerei aufgelistet und mit Beispielen verdeutlicht. Ein Großteil seiner Werke befindet sich in der Städtischen Kunstsammlung der Stadt Wilhelmshaven.

## Schriftstellerei
Neben der Malerei veröffentlichte Hertrampf drei autobiografische Bücher. 1984 erschien sich erstes Werk unter dem Titel Eine Jugend im Wilhelmshaven. Die Autobiografie erzählt von den Jugendjahren von Hertrumpf in Wilhelmshaven. Ein weiteres autobiografisches Werk ist das Buch Mein Weg als Maler 1924–1989. Gemälde, Zeichnungen und Plastiken. Als letztes Buch erschien 1994 der Band Wilhelmshaven … den Nerv getroffen – eine Fortsetzung seiner Jugenderinnerungen, die über sein Leben beginnend ab der Mitte der dreißiger Jahre berichtet.

## Werke
- Eine Jugend im Wilhelmshaven. Autobiografie, Verlag Lohse-Eissing, Wilhelmshaven 1984, ISBN 3-920602-29-3
- Mein Weg als Maler 1924–1989. Gemälde, Zeichnungen und Plastiken. Autobiografie, Brune Druck- und Verlagsgesellschaft, Wilhelmshaven 1989
- Wilhelmshaven … den Nerv getroffen. Verlag Lohse-Eissing, Wilhelmshaven 1994, ISBN 3-920602-33-1

## Ausstellungen
- Arbeiten aus den Jahren 1958–1970; vom 6. bis 27. Dezember 1970, Kunsthalle Wilhelmshaven
- Das Wohnstift am Rathaus zeigt als Dauerleihgabe der Erben eine große Anzahl seiner Werke.

## Postum
2011 wäre Helmut Hertrampf 100 Jahre alt geworden. Aus diesem Anlass zeigte die Kunsthalle der Stadt ab 24. Oktober 2011 teils noch nie öffentlich ausgestellte Werke des bekannten Wilhelmshavener Künstlers.